# Edouard Vandezande
Edouard Vandezande (8 mei 1932) is een Belgische voormalige atleet, die gespecialiseerd was in het kogelstoten. Hij nam eenmaal deel aan de Europese kampioenschappen en werd tweemaal Belgisch kampioen.

## Biografie
Vandezande nam in 1954 deel aan de Europese kampioenschappen in Bern. Hij werd vijftiende in de finale van het kogelstoten. Het verbeterde dat jaar tijdens de interland Polen – België – Oost-Duitsland in Krakau viermaal het Belgisch record kogelstoten, dat in het bezit was van Willy Wuyts, tot 15,42 m. In 1955 werd hij voor het eerst Belgisch kampioen kogelstoten. Twee jaar later volgde een nieuwe titel. Later dat jaar verbeterde hij zijn eigen Belgisch record naar 15,48 m.
Vandezande was aangesloten bij Racing Club Brussel en Cercle Sportive Vorst.

## Belgische kampioenschappen
| onderdeel   | jaar       |
| ----------- | ---------- |
| kogelstoten | 1955, 1957 |

## Persoonlijk record
| Onderdeel   | Prestatie       | Datum             | Plaats    |
| ----------- | --------------- | ----------------- | --------- |
| kogelstoten | 15,48 m (ex-NR) | 24 september 1957 | Barcelona |

## Palmares
kogelstoten
- 1951:  BK AC - 14,47 m
- 1952:  BK AC - 13,88 m
- 1953:  BK AC - 14,61 m
- 1954:  BK AC - 14,68 m
- 1954: 15e EK in Bern - 14,94 m
- 1954:  Interland Polen – België – Oost-Duitsland in Krakau – 15,42 m (NR)
- 1955:  BK AC - 15,14 m
- 1957:  BK AC - 14,63 m